# Warm Springs River
Der Warm Springs River ist ein Fluss in Oregon.

## Lage
Der Fluss liegt im Wasco County im Norden Oregons. Er entspringt in der Kaskadenkette nördlich der Pinhead Buttes auf einer Höhe von etwa 4000 ft (1220 m), fließt durch die Warm Springs Indian Reservation im Wesentlichen nach Osten bis Südosten und mündet etwa 20 Kilometer stromabwärts von Warm Springs auf einer Höhe von etwa 378 m in den Deschutes River.

## Verlauf
Der Warm Springs River hat eine Länge von etwa 85 km. Von seiner Quelle aus fließt er zunächst nach Norden und biegt nach wenigen Kilometern nach Osten ab. Im Gebirge fließen ihm von Norden (links) der Dry Creek und der Bunchgrass Creek zu. In einem Trogtal durchfließt er das Wiesengebiet Warm Springs Meadows, an dessen Ende ihm von rechts der South Fork Warm Springs River zufließt. Das Trogtal verlässt er durch eine Schlucht, aus der er nördlich des Hehe Butte wieder austritt. In der Nähe quert der U.S. Highway 26, der in diesem Abschnitt Warm Springs Highway genannt wird, den Fluss.
Ab hier fließt der Fluss durch ein Tal, das sich immer tiefer in die Hochebene eingeschneidet. Dabei fließen ihm weitere, ebenfalls durch eingeschnittene Täler fließende Gewässer zu, zunächst von rechts der Badger Creek und der Mill Creek, dann von links der Beaver Creek. An dem ehemaligen Resort Kah-Nee-Ta vorbei fließt der Warm Springs River dem Deschutes River zu und mündet schließlich in diesen.

## Abfluss
Der Warm Springs River hat ein Einzugsgebiet von etwa 1362 km². Im langjährigen Mittel (1973–2013) liegt der durchschnittliche Abfluss an einem Messpunkt, der 7,4 km oberhalb der Mündung (Lage) auf einer Höhe von 425 m (NGVD29) in der Nähe von Kah-Nee-Ta gelegen ist, bei 12,2 m³/s. Die Monate mit dem höchsten langjährigen Mittel (> 17 m³/s) sind Februar und März, die mit den niedrigsten (< 7,5 m³/s) August bis Oktober. Der höchste in diesem Zeitraum gemessene Abfluss betrug 640 m³/s (am 7. Februar 1996), der niedrigste 4,2 m3/s (am 12. Dezember 1990).
An einem 48 km oberhalb der Mündung in der Nähe von Simnasho flussaufwärts der Einmündung des Badger Creek bei der Brücke des U.S. Highway 26 über den Fluss auf einer Höhe von 770 m (NAVD88) gelegenen Messpunkt (Lage) betrug der durchschnittliche Abfluss im langjährigen Mittel (1984–2008) etwa 4,5 m³/s. Der höchste in diesem Zeitraum gemessene Abfluss betrug 132 m³/s (am 7. Februar 1996), der niedrigste 2,2 m3/s (am 14. Januar 2004).

## Fauna
Zu den hier heimischen und den hier laichenden anadromen Fischen zählen Herbst-Königslachs, Redband-Forelle und Gebirgsweißfisch sowie die gemäß dem Endangered Species Act als gefährdet gelisteten Species Stierforelle, Sommer-Stahlkopfforelle und Frühlings-Königslachs.